# Giulia Quintavalle
Giulia Quintavalle (Livorno, 6 de março de 1983) é uma judoca da Itália. Foi medalhista de ouro nos Jogos Olímpicos de Verão de 2008 na categoria até 57 kg, além de ser campeã italiana.